# Rabiu Baita
Rabiu Yusuf Baita (Kano, 28 agosto 1984) è un ex calciatore nigeriano, di ruolo attaccante.

## Carriera

### Club
Ha giocato nella massima serie nigeriana, in quella belga e in quella rumena.

### Nazionale
Tra il 2002 e il 2004 ha giocato 4 partite con la nazionale nigeriana.

## Statistiche

### Cronologia presenze e reti in nazionale
| Cronologia completa delle presenze e delle reti in nazionale ― Nigeria | Cronologia completa delle presenze e delle reti in nazionale ― Nigeria | Cronologia completa delle presenze e delle reti in nazionale ― Nigeria | Cronologia completa delle presenze e delle reti in nazionale ― Nigeria | Cronologia completa delle presenze e delle reti in nazionale ― Nigeria | Cronologia completa delle presenze e delle reti in nazionale ― Nigeria | Cronologia completa delle presenze e delle reti in nazionale ― Nigeria | Cronologia completa delle presenze e delle reti in nazionale ― Nigeria |
| Data                                                                   | Città                                                                  | In casa                                                                | Risultato                                                              | Ospiti                                                                 | Competizione                                                           | Reti                                                                   | Note                                                                   |
| ---------------------------------------------------------------------- | ---------------------------------------------------------------------- | ---------------------------------------------------------------------- | ---------------------------------------------------------------------- | ---------------------------------------------------------------------- | ---------------------------------------------------------------------- | ---------------------------------------------------------------------- | ---------------------------------------------------------------------- |
| 4-5-2002                                                               | Lagos                                                                  | Nigeria                                                                | 3 – 0                                                                  | Kenya                                                                  | Amichevole                                                             | -                                                                      | ?’                                                                     |
| 29-5-2004                                                              | Londra                                                                 | Nigeria                                                                | 3 – 0                                                                  | Irlanda                                                                | Amichevole                                                             | -                                                                      | 72’                                                                    |
| 31-5-2004                                                              | Londra                                                                 | Nigeria                                                                | 2 – 0                                                                  | Giamaica                                                               | Amichevole                                                             | -                                                                      | 93’                                                                    |
| 20-6-2004                                                              | Luanda                                                                 | Angola                                                                 | 1 – 0                                                                  | Nigeria                                                                | Qual. Mondiali 2006                                                    | -                                                                      | 63’                                                                    |
| Totale                                                                 |                                                                        | Presenze                                                               | 4                                                                      |                                                                        | Reti                                                                   | 0                                                                      |                                                                        |